# چاه دخانیات
چاه دخانیات یک منطقهٔ مسکونی در ایران است که در دهستان جرقویه سفلی واقع شده‌است.